# Temafloxacin
Temafloxacin (được Abbott Lab Laboratory bán trên thị trường với tên Omniflox) là một loại thuốc kháng sinh fluoroquinolone đã bị ngưng bán tại Hoa Kỳ ngay sau khi được phê duyệt vào năm 1992 vì tác dụng phụ nghiêm trọng dẫn đến ba trường hợp tử vong. Nó không được bán ở châu Âu.

## Lịch sử
Omniflox đã được phê duyệt để điều trị nhiễm trùng đường hô hấp dưới, nhiễm trùng đường sinh dục và tiết niệu như viêm tuyến tiền liệt và nhiễm trùng da ở Hoa Kỳ bởi Cục Quản lý Thực phẩm và Dược phẩm vào tháng 1 năm 1992. Phản ứng bất lợi nghiêm trọng, bao gồm phản ứng dị ứng và thiếu máu tán huyết, được phát triển ở hơn 100 bệnh nhân trong bốn tháng đầu sử dụng, dẫn đến ba bệnh nhân tử vong. Abbott đã rút thuốc khỏi bán vào tháng 6 năm 1992.

## Dược động học
Sau khi uống, hợp chất được hấp thu tốt qua đường tiêu hóa. Sinh khả dụng đường uống lớn hơn 90%. Temafloxacin có sự thâm nhập mô tốt trong các chất lỏng và mô sinh học khác nhau, đặc biệt là trong các mô hô hấp, dịch tiết mũi, amidan, tuyến tiền liệt và xương. Ở những quận này, nồng độ đạt được bằng hoặc cao hơn nồng độ trong huyết thanh. Fluoroquinolone có thời gian bán hủy 7-8 giờ. Sự thâm nhập vào hệ thống thần kinh trung ương (CNS) ít rõ rệt hơn. Sự bài tiết ra khỏi cơ thể chủ yếu là do lọc cầu thận ở thận.

## Sử dụng lâm sàng
Hợp chất này được chỉ định cho điều trị nhiễm trùng đường hô hấp dưới (viêm phổi cộng đồng mắc phải, đợt cấp của viêm phế quản mãn tính), bộ phận sinh dục và đường tiết niệu nhiễm trùng (viêm tuyến tiền liệt, do lậu cầu và viêm niệu đạo không do lậu, viêm cổ tử cung), da và mô mềm nhiễm trùng.